# Sherlock Lopez
Sherlock Lopez est une série de bandes dessinées espagnole humoristique de Gabi Arnao, parodiant le personnage de Sherlock Holmes.

## Personnages
- Sherlock Lopez, le détective
- Watso, son assistant qui l'accompagne toujours
- Antigone, la secrétaire de Sherlock, souvent en minijupe et les épaules nues. Elle participe activement à l'action.
- Dukrong, le chef des services secrets : il demande souvent l'aide de Sherlock Lopez
- InfiniMan, un méchant récurrent, capable de modifier sa taille à volonté. Sherlock a recours à sa loupe pour le voir...

## Parutions originales
Titre original : Las extrañas aventuras de Sherlok Lopez y Watso de Leche
- Flechas y Pelayos (1943-49)
- Trinca (1971)
- Sacarino (1975)

## Parutions en France
Parution en format pocket dans diverses revues : Pif, Denis la Malice poche, Tartine.